# ツインヘッダー
ツインヘッダーとは、アタッチメント式の油圧切削機である。バックホウなどに取り付け、ドラムを回転させて土や岩などを削る機械。

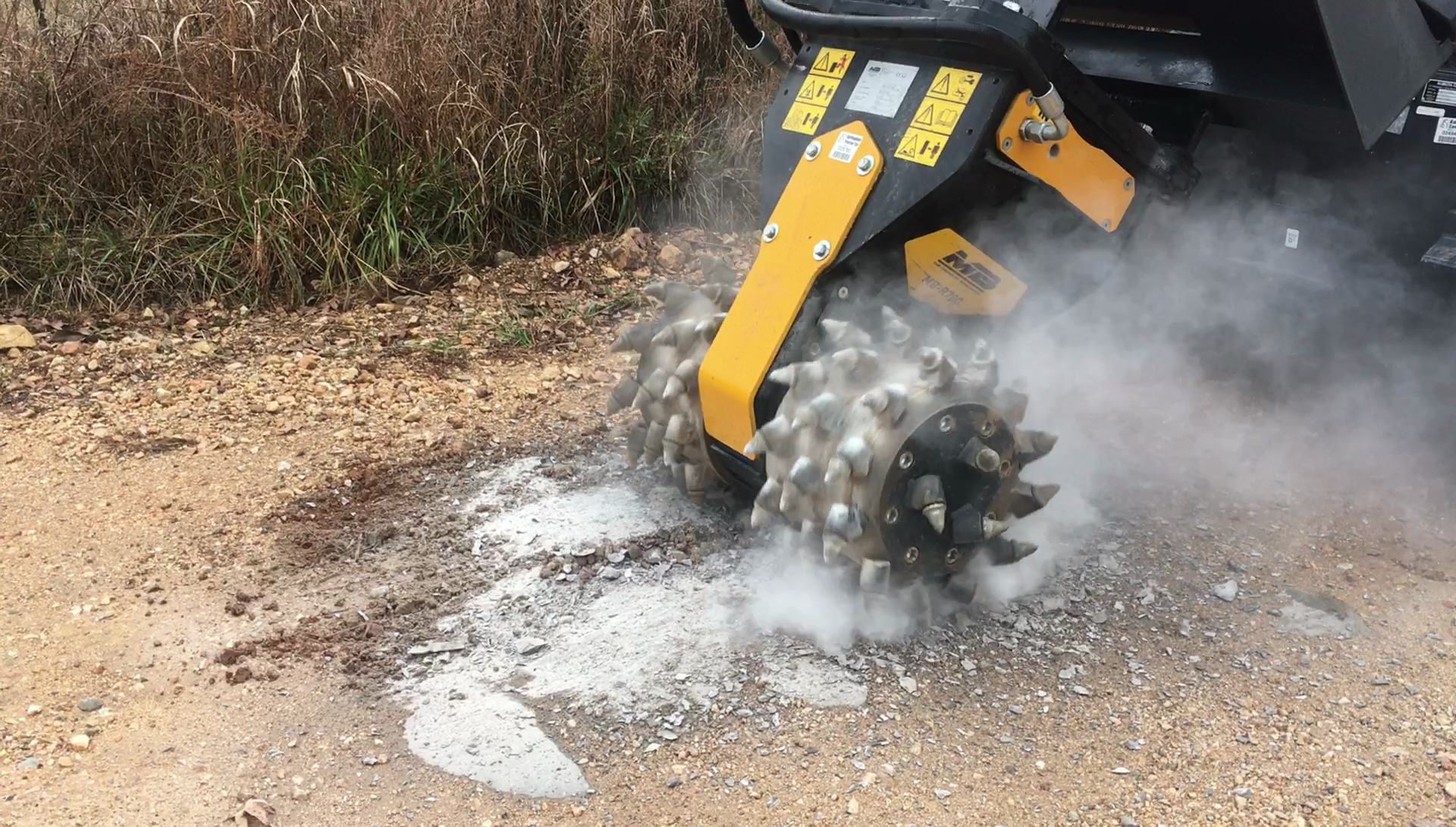
ツインヘッダー

## 概要
油圧ショベルに取り付けて使用する回転式ドラムカッターのこと。油圧式切削機とも言われる。油圧ショベルのアタッチメントとして、アームの先端に取り付ける切削器。油圧駆動の水平軸回転ドラムカッター。岩面切削などに使われる。回転ドラムには切削チップ（ピック、ビット、刃なども呼ばれる）が配列されており、そのドラムが回転して岩面や土、道路の表面等を削り取る。多くの場合、回転ドラムは2つ備わっているため、ツインヘッダー（Twin Header）と呼ばれるが、回転ドラムが1つだけのコンパクト型もある。

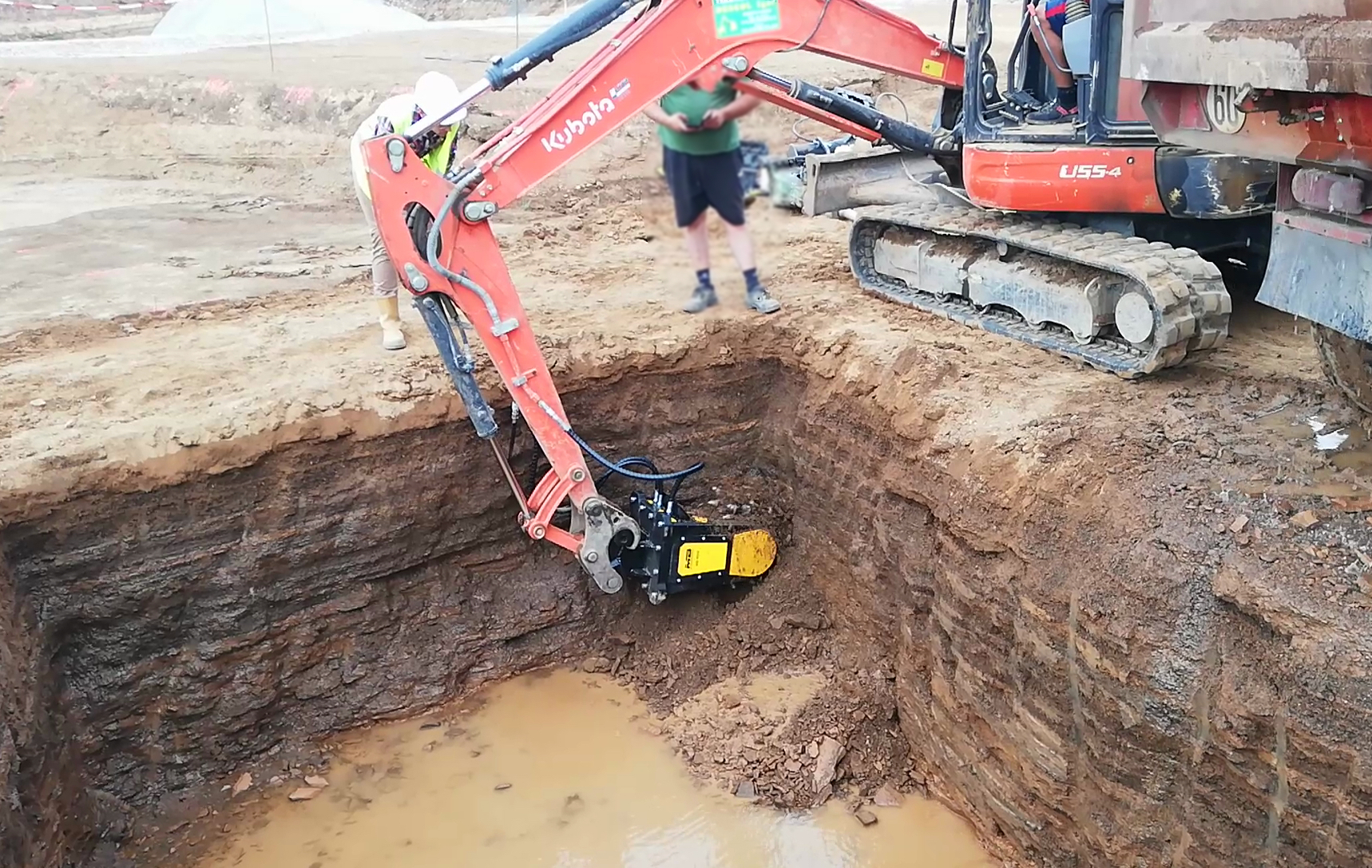
回転ドラムカッター（単一ドラム）

## 機能
装着した油圧ショベルの油圧源を利用し、アタッチメント本体に内蔵されている油圧モーターによりドラムが回転する。ドラムは重機方向に回転し、回転する際に切削チップが処理対象物の面にくい込むよう斜めに付けられているため、表面を平坦に切削・掘削することができる。コンクリートや岩壁、あるいは道路表面等の切削に使用でき、用途は多岐にわたる。ブレーカー等の使用で掘り込みすぎる不安のあるような場面にも便利。

## 用途
- 道路底面や法面の掘削
- 道路舗装工事
- 溝の開削
- トンネル掘削
- 解体工事（基礎コンクリート掘削）
- コンクリートはつり掘削
- 鉄塔基礎工事
- 土壌・地盤改良
- 攪拌作業
- 根株処理